# Erwan Cloarec
Pour les articles homonymes, voir Cloarec.
Erwan Cloarec, né en 1979, est un pasteur chrétien baptiste français. Il est pasteur de l'Église évangélique baptiste de Lyon depuis 2013. Le 7 juin 2022, il est élu à la tête du Conseil national des évangéliques de France.

## Biographie

### Formation
Erwan Cloarec est étudiant en droit, puis en théologie et obtient un diplôme de la Faculté libre de théologie évangélique de Vaux-sur-Seine.

### Ministère
Il est ensuite nommé pasteur de l'Église évangélique baptiste de Lyon en 2013. En parallèle, il est directeur de la formation à la Fédération des Églises évangéliques baptistes de France et rédacteur en chef des Cahiers de l’École pastorale.
Le 11 octobre 2021, sa candidature unique pour la présidence du Conseil national des évangéliques de France est annoncée,. Son élection a effectivement lieu le 7 juin 2022. Son arrivée marque un « changement générationnel » dans l'institution selon son prédécesseur Christian Blanc.
Ce choix s'explique pour le Conseil national par la stature d'Erwan Cloarec, à la fois formateur et pasteur, très impliqué dans le Conseil et reconnu à ce titre, en outre formé en droit, connaisseur des institutions publiques ; mais surtout très tourné vers l'évangélisation. Il souhaite par ailleurs développer et accroître des « relations constructives » avec la Fédération protestante de France.

### Famille
Il est l'arrière-petit-fils du pasteur Hector Arnéra, connu notamment pour la création du chant Oh ! prends mon âme en 1941. Marié, il a trois enfants.

## Ouvrages
Erwan Cloarec est auteur ou co-auteur de plusieurs ouvrages :
- Erwan Cloarec, Foi et politique, de quoi je me mêle ?, Croire-publications, coll. « Croire pocket » (no 24), 2011, 79 p. (ISBN 9782855091242, OCLC 842397779)
- Erwan Cloarec, Laïcité : principe de liberté ou athéisme d’Etat ?, Croire-publications, coll. « Croire et lire » (no 41), 2015, 80 p. (ISBN 9782855091419, OCLC 922700758)
- Nicolas Farelly et Erwan Cloarec, Textes liturgiques, Croire-publications, coll. « Cahiers de l'École Pastorale : hors-série » (no 17), 2016, 224 p. (ISBN 9782855092058, OCLC 1056577767)
- Erwan Cloarec, Être pasteur au XXIe siècle : défis et enjeux du pastorat pour aujourd'hui, Croire-publications, coll. « Les cahiers de l'École pastorale. Hors-série » (no 20), 2020 (ISBN 9782855092089, OCLC 1191838622)